# ماریا ماریوتی
ماریا ماریوتی (انگلیسی: Maria Mariotti؛ زادهٔ ۲۷ آوریل ۱۹۶۴) بازیکن فوتبال اهل ایتالیا است.
وی همچنین در تیم ملی فوتبال زنان ایتالیا بازی کرده‌است.